# Сив буревестник
Сивият буревестник (Procellaria cinerea) е вид птица от семейство Procellariidae. Видът е почти застрашен от изчезване.

## Разпространение и местообитание
Разпространен е в Аржентина, Нова Зеландия, Перу, Света Елена, Възнесение, Тристан да Куня, Уругвай, Фолкландски острови, Френски южни и антарктически територии, Чили, Южна Африка и Южна Джорджия и Южни Сандвичеви острови.